# Acomys kempi
Acomys kempi is een knaagdier uit het geslacht der stekelmuizen (Acomys) dat voorkomt in Zuid-Ethiopië, Zuid-Somalië, Kenia en Noordoost-Tanzania. Deze soort behoort tot het ondergeslacht Acomys en is daarbinnen verwant aan de Egyptische stekelmuis (A. cahirinus) en dergelijke soorten. A. kempi is oorspronkelijk als een ondersoort van A. ignitus beschreven, later in A. cahirinus geplaatst en uiteindelijk als een aparte soort erkend. Mogelijk vertegenwoordigt A. kempi echter slechts de oostelijke populaties van A. cineraceus.